# Мило, Душан
Душан Мило (словац. Dušan Milo; род. 5 марта 1973 года, Нитра, Чехословакия) — словацкий хоккеист, защитник.

## Карьера
Воспитанник хоккейной школы ХК «Нитра». Выступал за ХК «Нитра», ХК 36 Скалица», ХКм «Зволен», «МОДО Хоккей», ХК «Лозанна», «Крефельд Пингвин».
В составе национальной сборной Словакии провел 90 матчей (14 голов); участник зимних Олимпийских игр 2002, участник чемпионатов мира 2002, 2003 и 2006.

## Награды
- Медаль Президента Словацкой Республики (14 мая 2003 года)[1]
- Крест Президента Словацкой Республики I степени (15 мая 2002 года)[2]